# Ginástica nos Jogos Pan-Americanos de 2007
A ginástica nos Jogos Pan-Americanos de 2007 foi realizada no Rio de Janeiro, Brasil. As provas de ginástica artística se relizaram na Arena Olímpica do Rio entre 14 e 17 de julho. A ginástica rítmica e a ginástica de trampolim foram disputadas no Pavilhão 3A localizado no Complexo Esportivo Riocentro nas respectivas datas de 26 e 28 de agosto para ginástica rítmica e 27 e 28 de agosto para a ginástica de trampolim.

## Países participantes

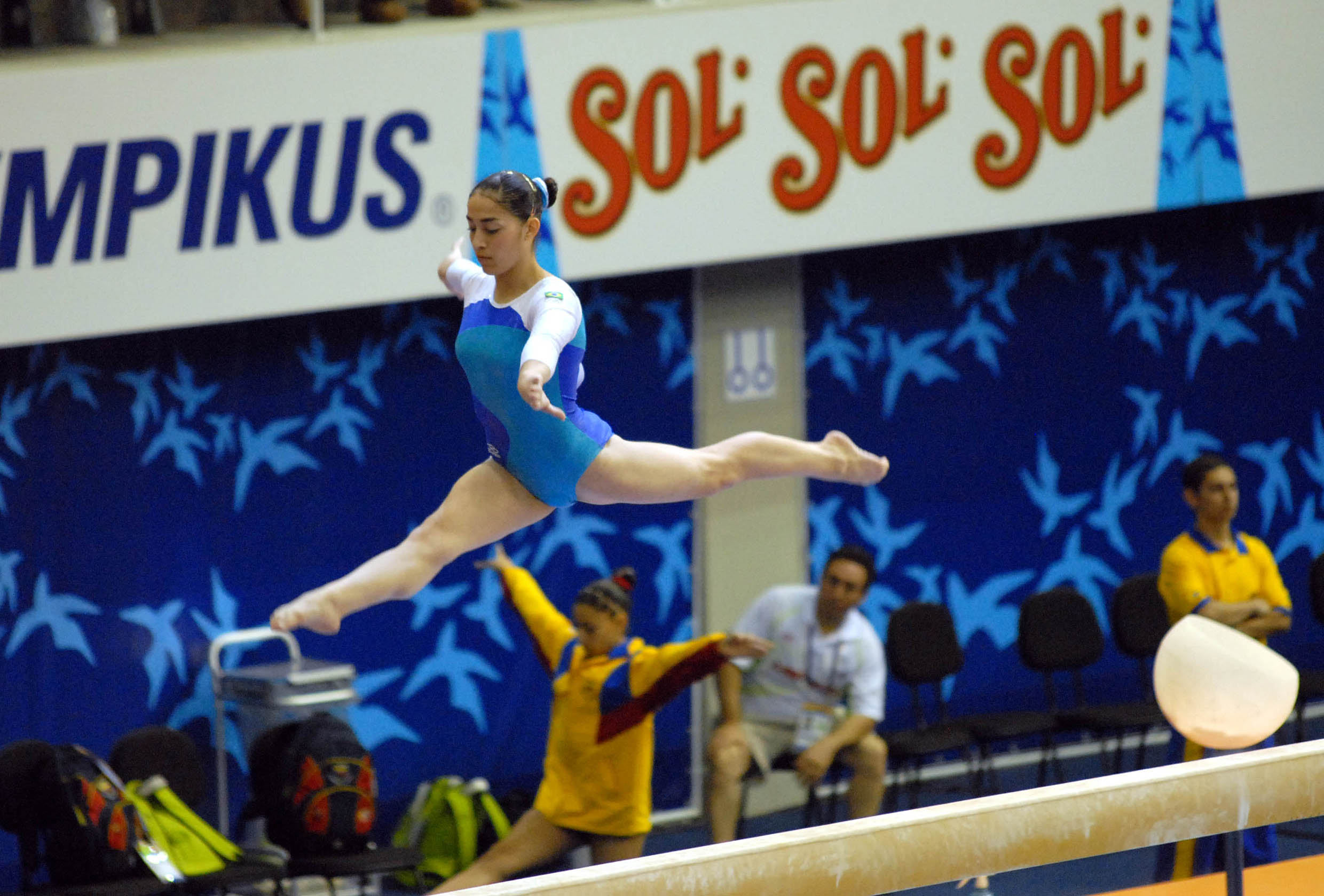
Daniele Hypólito, apresentando-se na trave.

Um total de 17 delegacões apresentaram atletas participantes nas competições de ginástica. Abaixo a quantidade de ginastas representados por cada país:
| - ARG Argentina (10) - BOL Bolívia (1) - BRA Brasil (24) - CAN Canadá (24) - CHI Chile (5) - COL Colômbia (9) - CUB Cuba (20) - ESA El Salvador (3) - USA Estados Unidos (17) | - ECU Equador (3) - GUA Guatemala (5) - MEX México (19) - PER Peru (2) - PUR Porto Rico (12) - DOM República Dominicana (1) - URU Uruguai (1) - VEN Venezuela (15) |

## Eventos
| Ginástica artística - Individual geral masculino - Equipes masculino - Solo masculino - Barra fixa - Barras paralelas - Cavalo com alças - Argolas - Salto sobre a mesa masculino - Individual geral feminino - Equipes feminino - Trave - Solo feminino - Barras assimétricas - Salto sobre a mesa feminino | Ginástica rítmica - Equipes - Equipes - primeiro exercício - Equipes - segundo exercício - Individual geral - Arco - Bola - Maças - Fita Ginástica de trampolim - Individual geral masculino - Individual geral feminino |

## Medalhistas

### Ginástica artística
Masculino
| Evento                    | Ouro | Prata                                                                                         | Bronze |
| Equipe detalhes           | Rafael Morales Casado Reinaldo Oquendo Flores Tommy Ramos Nin Luis Rivera Alexander Rodríguez Colón Luis Vargas Velázquez PUR Porto Rico | Luis Anjos Diego Hypólito Danilo Nogueira Mosiah Rodrigues Victor Rosa Adan Santos BRA Brasil | Guillermo Alvarez David Luca Durante Sean Golden Joey Hagerty Justin Spring Todd Thornton USA Estados Unidos |
| Individual geral detalhes | José Luis Fuentes VEN Venezuela | Jorge Hugo Giraldo COL Colômbia                                                               | Guillermo Alvarez USA Estados Unidos                                                                         |
| Argolas detalhes          | Régulo Carmona VEN Venezuela | Sean Golden USA Estados Unidos                                                                | Carlos Carbonell VEN Venezuela                                                                               |
| Barra fixa detalhes       | Mosiah Rodrigues BRA Brasil | Jorge Hugo Giraldo COL Colômbia                                                               | Danilo Nogueira BRA Brasil                                                                                   |
| Barras paralelas detalhes | Justin Spring USA Estados Unidos | Jorge Hugo Giraldo COL Colômbia                                                               | Luis Vargas Velázquez PUR Porto Rico                                                                         |
| Cavalo com alças detalhes | Luis Rivera PUR Porto Rico José Luiz Fuentes VEN Venezuela                                                                               | Nenhuma                                                                                       | Alexander Rodríguez PUR Porto Rico                                                                           |
| Salto detalhes            | Diego Hypólito BRA Brasil | Enrique González CHI Chile                                                                    | Luis Rivera PUR Porto Rico                                                                                   |
| Solo detalhes             | Diego Hypólito BRA Brasil | Guillermo Alvarez USA Estados Unidos                                                          | Enrique González CHI Chile                                                                                   |

Feminino
| Evento                       | Ouro                                                                                                   | Prata                                                                                                | Bronze |
| Equipe detalhes              | Rebecca Bross Ivana Hong Shawn Johnson Anastasia Liukin Samantha Peszek Amber Trani USA Estados Unidos | Jade Barbosa Khiuani Dias Daiane dos Santos Daniele Hypólito Ana Cláudia Silva Lais Souza BRA Brasil | Stéphanie Desjardins-Labelle Peng-Peng Lee Ti Liu Charlotte Mackie Brittany Rogers Emma Willis CAN Canadá[a] |
| Individual geral detalhes    | Shawn Johnson USA Estados Unidos                                                                       | Rebecca Bross USA Estados Unidos                                                                     | Ivana Hong USA Estados Unidos                                                                                |
| Barras assimétricas detalhes | Shawn Johnson USA Estados Unidos                                                                       | Anastasia Liukin USA Estados Unidos                                                                  | Lais Souza BRA Brasil                                                                                        |
| Trave detalhes               | Shawn Johnson USA Estados Unidos                                                                       | Anastasia Liukin USA Estados Unidos                                                                  | Daniele Hypólito BRA Brasil                                                                                  |
| Salto detalhes               | Jade Barbosa BRA Brasil                                                                                | Amber Trani USA Estados Unidos                                                                       | Lais Souza BRA Brasil                                                                                        |
| Solo detalhes                | Rebecca Bross USA Estados Unidos                                                                       | Shawn Johnson USA Estados Unidos                                                                     | Jade Barbosa BRA Brasil                                                                                      |

### Ginástica rítmica
| Evento                                      | Ouro | Prata                                                                                           | Bronze |
| Individual geral detalhes                   | Lisa Wang USA Estados Unidos                                                                            | Cynthia Valdez Pérez MEX México                                                                 | Rut Castillo Galindo MEX México |
| Individual - corda detalhes                 | Alexandra Orlando CAN Canadá                                                                            | Lisa Wang USA Estados Unidos                                                                    | Cynthia Valdéz Pérez MEX México |
| Individual - arco detalhes                  | Alexandra Orlando CAN Canadá                                                                            | Rut Castillo Galindo MEX México                                                                 | Ana Paula Scheffer BRA Brasil |
| Individual - maças detalhes                 | Alexandra Orlando CAN Canadá                                                                            | Lisa Wang USA Estados Unidos                                                                    | Cynthia Valdez Pérez MEX México |
| Individual - fita detalhes                  | Lisa Wang USA Estados Unidos                                                                            | Julie Zetlin USA Estados Unidos                                                                 | Cynthia Valdez Pérez MEX México |
| Grupo geral detalhes                        | Daniela Leite Tayanne Mantovaneli Luisa Matsuo Marcela Menezes Nicole Muller Natália Sanchez BRA Brasil | Yanet Comas Maydelis Delgado Rachel Kindelan Elsy Ortíz Yeney Renovales Mirlay Sánchez CUB Cuba | Kathryn de Cata Alissa Hansen Monika Lechowicz Suzanne Lendvay Brihana Mosienko Roxanne Porter CAN Canadá                                     |
| Equipes geral final - 1º exercício detalhes | Daniela Leite Tayanne Mantovaneli Luisa Matsuo Marcela Menezes Nicole Muller Natália Sanchez BRA Brasil | Yanet Comas Maydelis Delgado Rachel Kindelan Elsy Ortíz Yeney Renovales Mirlay Sánchez CUB Cuba | Kathryn de Cata Alissa Hansen Monika Lechowicz Suzanne Lendvay Brihana Mosienko Roxanne Porter CAN Canadá                                     |
| Equipes geral final - 2º exercício detalhes | Daniela Leite Tayanne Mantovaneli Luisa Matsuo Marcela Menezes Nicole Muller Natália Sanchez BRA Brasil | Yanet Comas Maydelis Delgado Rachel Kindelan Elsy Ortíz Yeney Renovales Mirlay Sánchez CUB Cuba | Blajaith Aguilar Rojas Sofia Díaz de León Marlenne Martínez Medina Ana Cristina Ortega Citlaly Quinta Álvarez Sara Reyes Rodríguez MEX México |

### Ginástica de trampolim
| Evento             | Ouro                             | Prata                          | Bronze                         |
| Masculino detalhes | Chris Estrada USA Estados Unidos | Jason Burnett CAN Canadá       | Ryan Weston USA Estados Unidos |
| Feminino detalhes  | Karen Cockburn CAN Canadá        | Rosannagh MacLennan CAN Canadá | Giovanna Matheus BRA Brasil    |

## Quadro de medalhas

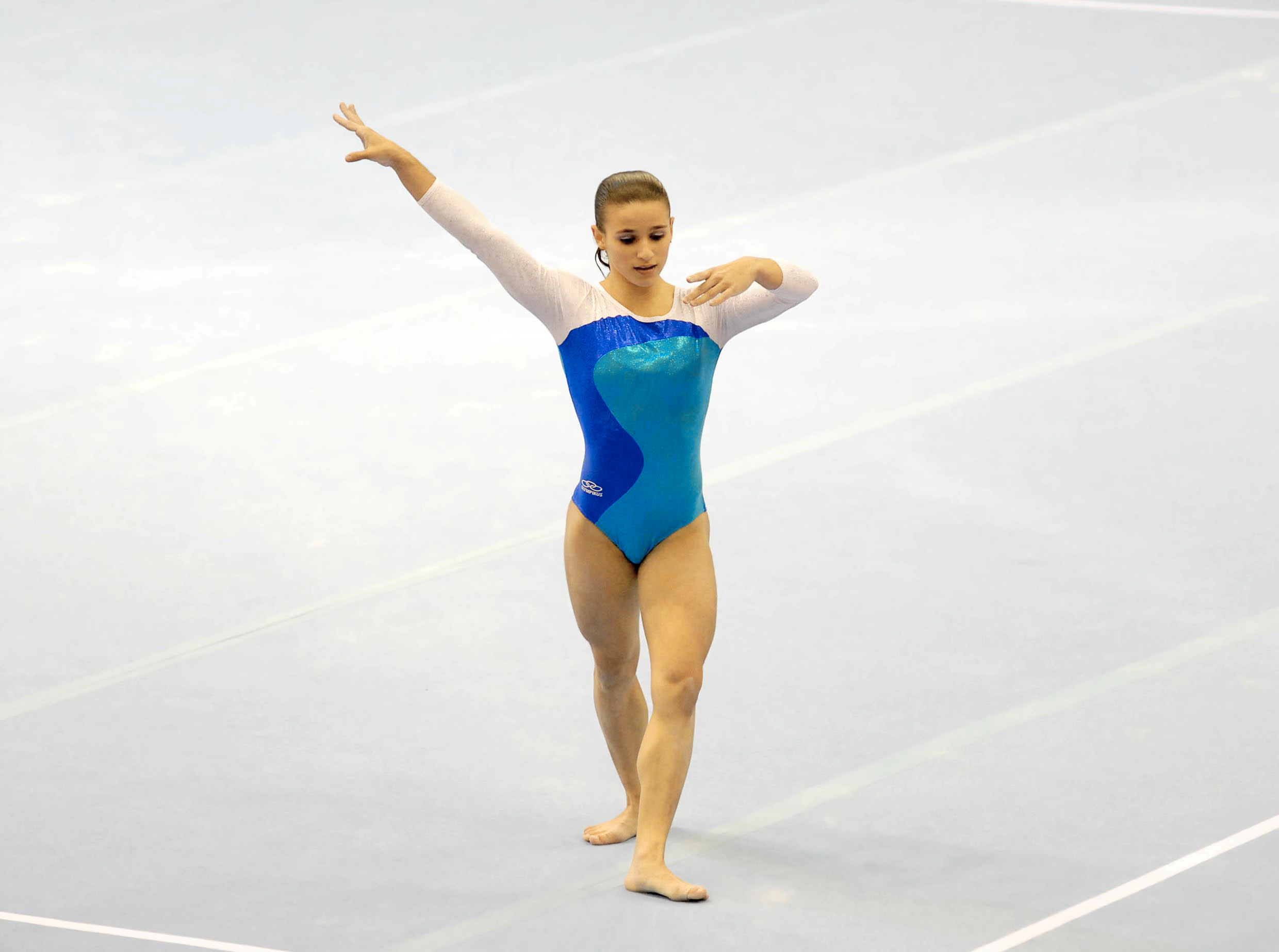
Jade Barbosa durante apresentação no solo; a ginasta conquistou três das dezesseis medalhas brasileiras.

| Ordem | País               | Medalha de ouro | Medalha de prata | Medalha de bronze |    |
| ----- | ------------------ | --------------- | ---------------- | ----------------- | -- |
| 1     | USA Estados Unidos | 9               | 10               | 4                 | 23 |
| 2     | BRA Brasil         | 7               | 2                | 7                 | 16 |
| 3     | CAN Canadá         | 4               | 2                | 3                 | 9  |
| 4     | VEN Venezuela      | 3               |                  | 1                 | 4  |
| 5     | PUR Porto Rico     | 2               |                  | 3                 | 5  |
| 6     | COL Colômbia       |                 | 3                |                   | 3  |
| 6     | CUB Cuba           |                 | 3                |                   | 3  |
| 8     | MEX México         |                 | 2                | 5                 | 7  |
| 9     | CHI Chile          |                 | 1                | 1                 | 2  |
| TOTAL | TOTAL              | 25              | 23               | 24                | 72 |

## Nota
a.^  A equipe do MEX México foi desclassificada por um erro na inscrição da ginasta Marisela Arizmendi Torres. O CAN Canadá, 4º colocado, ficou com a medalha de bronze.